# شماره ۵۲۰ خیابان ۲۸ام غربی
خیابان ۲۸ام غربی ۵۲۰ (به انگلیسی: 520 West 28th Street)، معروف به ساختمان زاها حدید، در شهر نیویورک واقع شده‌است. این ساختمان توسط زاها حدید طراحی شد و تنها ساختمان مسکونی وی در نیویورک و یکی از آخرین پروژه‌های وی قبل از مرگ بود. این ساختمان در امتداد های لاین واقع شده‌است. این ساختمان قرار است چهار گالری هنری در طبقه همکف داشته باشد.

## نما
این ساختمان دارای روکش‌های فولادی ضدزنگ برش لیزری است که در فیلادلفیا جوش داده شده‌است. بسیاری از آپارتمان‌ها دارای بالکن هستند. این ساختمان دارای نقوش هندسی منحنی است که امضای زاها حدید است.
این ساختمان L شکل است و دارای یک پنت هاوس دوبلکس است.

## فضای داخلی
مبلمان ساختمان توسط جنیفر پست و وست چین طراحی شده‌است. حمامها با شیشه‌های هوشمند مجهز شده‌اند.

## امکانات رفاهی
- دربان
- استخر
- باغ مجسمه‌سازی
- ۱۲ گاراژ خودکار اتومبیل
- اتاق نمایش خصوصی آی‌مکس سه بعدی
- سیستم فیلتراسیون هوا